# Iwan Pritargow
Iwan Nikolow Pritargow (bulgarisch Иван Николов Притъргов; * 15. September 1952; † 25. Januar 2017) war ein bulgarischer Fußballspieler.
Pritargow war Mittelstürmer und spielte in der obersten bulgarischen Liga für FC Tschernomorez Burgas (1969–1974 und 1977–1984), FK Trakia Plowdiw (1974–1975) und ZSKA Sofia (1975–1977). In der ersten bulgarischen Liga erzielte er dabei 109 Tore. Für die Nationalmannschaft von Bulgarien kam er dazu auf sieben Länderspiele, in denen er zwei Tore schoss.
Pritgarow starb im Januar 2017 an den Folgen eines Schlaganfalls.